# 許敏蘭
許敏蘭（1923年—），安徽省桐城縣人，鹽阜師範學校畢業，蘇區華中分局黨校畢業，1940年加入中國共產黨，曾任黨區委、縣書記、蘇北漣東縣中心區委書記。洪幼樵之妻，1946年隨洪幼樵奉華東局調派至台灣協助蔡孝乾成立台灣省工作委員會。1950年2月16日遭逮捕，1951年4月27日奉准自新。

## 生平
許敏蘭，1923年生，安徽省桐城縣人，鹽阜師範學校、蘇區華中分局黨校畢業，1940年加入中國共產黨，從事地下活動，曾任蘇北游擊縱隊政治部服務團、定遠縣婦女自衛軍大隊指導員、鹽城縣委會秘書及機關支部書記、蘇區鹽阜師範學校總支部書記，1942年派往蘇北任漣東青年工作隊隊長、漣東縣一區委會組織科長、漣東縣一區委會書記，1943年當選漣東縣參議員，任漣東縣中心區委書記，1945年任漣東縣區鄉幹部訓練班班主任及總支部書記、漣城市市委書記，隨夫洪幼樵在濱海縣擔任縣委會婦女部部長。
1946年中共中央華東局調派幹部林英傑、洪幼樵、張志忠等三人來臺，許敏蘭亦隨夫來台，林英傑當時是鹽城市委書記與洪幼樵為抗大五分校同期，張志忠嘉義人具作戰經驗，共同協助蔡孝乾成立台灣省工作委會，洪幼樵任宣傳部長兼台中地區負責人，陳澤民為副書記及組織部長發展台南、高雄、屏東組織，張志忠任武裝部長領導海山、桃園與新竹。
蔡孝乾在台北蘆洲地區透過舊台共的關係，認識台灣農民組合的成員，郭琇琮、簡吉、李媽兜等人加入，再透過李媽兜吸收陳福星加入，1946年陳福星擔任新豐農業學校校長，1946年至1947年前後將林英傑與許敏蘭安排在該校任教。
1949年光明報事件導致省工委組織瓦解，1950年初蔡孝乾落網後洪幼樵成為省工委實際領導人，徐懋德、陳仲豪等人陸續撤離，1950年2月洪幼樵與許敏蘭決定逃往香港，透過洪幼樵弟弟洪淑樵的同學陳定中代為辦理申請出境手續，在陳定中家中等候，洪幼樵與許敏蘭在碼頭遭到谷正文誘捕。
落網後蔡孝乾、洪幼樵、陳澤民都接受當局安排以及吐實，許敏蘭一度因洪幼樵等叛亂案遭判處死刑，由於當局預備吸收洪幼樵，參謀總長周至柔呈請總統特赦許敏蘭，1951年4月27日奉准改为加入中国国民党。